# Z 18 Hans Lüdemann
Z 18 Hans Lüdemann war eines von sechs Schiffen der Klasse „Zerstörer 1936“ der Kriegsmarine. Das Schiff wurde am 8. Oktober 1938 in Dienst gestellt, war im Zweiten Weltkrieg eingesetzt und wurde am 13. April 1940 von seiner Besatzung selbstversenkt.
Die Namensgebung erfolgte in Erinnerung an den Marineingenieur-Aspiranten Hans Heinrich Adolf Lüdemann, der auf dem Torpedoboot S 148 am 14. Mai 1913 ums Leben kam, als sich bei einem Manöver in der Nordsee ein Unfall im Maschinenraum ereignete und er das Boot durch seinen selbstlosen Einsatz vor dem Untergang bewahrte.

## Geschichte

### Bau und Indienststellung
Der Zerstörer wurde wie andere dieser Klasse am 6. Januar 1936 bei Deschimag in Bau gegeben. Die Kiellegung erfolgte am 9. September 1936, der Stapellauf am 1. Dezember 1937. Die Indienststellung erfolgte am 8. Oktober 1938, als zweites Schiff seiner Klasse. Die Hans Lüdemann gehörte der 3. Zerstörerflottille an. Kommandant war während der gesamten Dienstzeit des Schiffes der Korvettenkapitän Herbert Friedrichs.

### Zweiter Weltkrieg
Mit der 5. Zerstörerdivision unter Fregattenkapitän Hans Hartmann war die Hans Lüdemann mit den Booten Diether von Roeder, Hermann Künne und Karl Galster noch im August 1939 an der Verlegung der Westwall-Minensperren in der Nordsee beteiligt. Vom 28. bis zum 30. September fuhr die Hans Lüdemann zusammen mit den Zerstörern Wilhelm Heidkamp, Bernd von Arnim, Erich Giese, Diether von Roeder, Hermann Künne und Karl Galster Handelskrieg im Skagerrak, wobei 58 Handelsschiffe durchsucht und neun mit einer Prisenbesatzung nach Kiel geschickt wurden.
Am 17./18. Oktober 1939 nahm die Hans Lüdemann an einer Minenunternehmung des Führers der Torpedoboote (F. d. T.), Konteradmiral  Lütjens, gegen die Mündung des Humber teil. Mit dabei waren die Zerstörer Wilhelm Heidkamp, Hermann Künne, Diether von Roeder, Friedrich Eckoldt und Karl Galster. Am 12./13. November führte die Hans Lüdemann mit den Zerstörern Karl Galster, Wilhelm Heidkamp und Hermann Künne eine Minenunternehmung gegen die Themsemündung durch.
Bei dem Unternehmen Weserübung im April 1940 war der Zerstörer Hans Lüdemann der Kriegsschiffsgruppe 1 unter Kommodore Friedrich Bonte zugeteilt. Diese sollte in Narvik Gebirgstruppen landen. Am 7. April 1940 verließ die Hans Lüdemann, zusammen mit neun weiteren Zerstörern, Bremerhaven. Am frühen Morgen des 9. April wurden die Truppen in Narvik ausgeschifft. Anschließend sollten die Zerstörer Brennstoff übernehmen und unverzüglich die Heimreise antreten. Da nur ein Tanker zur Verfügung stand, zog sich die Versorgung bis zum nächsten Tag hin. Am Morgen des 10. April wurden die deutschen Schiffe von fünf Zerstörern der Royal Navy angegriffen. Bei diesem ersten britischen Angriff auf Narvik wurde die Hans Lüdemann beschädigt, zwei weitere Zerstörer der Gruppe wurden versenkt, und Kommodore Bonte fiel.
Am 13. April griff ein britischer Flottenverband unter Vizeadmiral Whitworth, mit dem Schlachtschiff Warspite und neun Zerstörern, Narvik zum zweiten Mal an. Dabei gingen die übrigen acht deutschen Zerstörer der Narvik-Gruppe verloren. Die Hans Lüdemann sowie die Zerstörer Wolfgang Zenker und Bernd von Arnim hatten sich nach Erschöpfung ihrer Treiböl- und Munitionsbestände in den Rombaksbotten (hinterer Teil des Rombaksfjords) zurückgezogen. Dort wurden sie von ihren Besatzungen selbst versenkt. Die Hans Lüdemann hatte bereits Artillerietreffer im Achterschiff erhalten. Der britische Zerstörer Hero torpedierte zusätzlich das Heckteil der Hans Lüdemann.